# Draconian
Draconian – szwedzki zespół muzyczny grający doom/gothic metal.

## Muzycy
Obecny skład zespołu
- Johan Ericson - perkusja (1994-1999), śpiew (1997-1999), gitara (od 2002)
- Anders Jacobsson - instrumenty klawiszowe (1994-1999), śpiew (od 1994)
- Jerry Torstensson - perkusja (od 2002)
- Daniel Arvidsson - gitara (2005-2022), gitara basowa (od 2022)
- Niklas Nord - gitara (od 2022)[2]
- Lisa Johansson - śpiew (2002-2011, od 2022)[3]

Byli członkowie zespołu
- Jesper Stolpe - gitara basowa (1994-2002, 2004-2005)
- Andreas Hindenäs - gitara (1994-2002)
- Magnus "Bergis" Bergström - gitara (1996-2005)
- Andreas Karlsson - instrumenty klawiszowe (1997-2005)
- Thomas Jäger - gitara basowa (2002-2004)
- Fredrik Johansson - gitara basowa (2006-2016)
- Daniel Änghede – gitara basowa (2016–2020)
- Heike Langhans - śpiew (2012-2021)[3]

## Dyskografia

### Płyty studyjne
- (2003) Where Lovers Mourn
- (2005) Arcane Rain Fell
- (2006) The Burning Halo
- (2008) Turning Season Within
- (2011) A Rose For Apocalypse
- (2015) Sovran[4]
- (2020) Under a Godless Veil

### Inne
- (1995–1996) Shades of a Lost Moon (Demo)
- (1997) In Glorious Victory (Promo)
- (1999) The Closed Eyes of Paradise (Demo)
- (2000) Frozen Features (Promo)
- (2002) Dark Oceans We Cry (Demo)